# Rocking Music
Rocking Music è un singolo del disc jockey francese Martin Solveig pubblicato il 16 febbraio 2004 come secondo estratto dall'album Sur la terre.

## Tracce
CD singolo
1. Rocking Music (Radio Edit) – 3:37
2. Rocking Music (Main Vocal) – 7:36
3. Rocking Music (Dub) – 6:57

12" Maxi
1. Rocking Music (Original Mix) – 7:35
2. Rocking Music (Joey Negro Rocking Beats) – 3:57
3. Rocking Music (Joey Negro Club Edit) – 7:38
4. Rocking Music (Joey Negro Dub Edit) – 5:38

## Classifiche
| Classifica (2003-04) | Posizione massima |
| -------------------- | ----------------- |
| Australia            | 39                |
| Belgio (Fiandre)     | 54                |
| Belgio (Vallonia)    | 64                |
| Francia              | 47                |
| Paesi Bassi          | 82                |
| Regno Unito          | 35                |